# Área Protegida Antártica

Bandeira do Tratado da Antártida, que juntamente com seus protolocos e acordos conexos prevê a criação de áreas protegidas.

Uma área protegida antártica é uma área protegida criada com base no Tratado da Antártida e em seus protocolos e acordos correlacionados, dito Sistema do Tratado da Antártida. Há três tipos de áreas protegidas no âmbito do sistema: 
- Área Antártica Especialmente Protegida (em inglês Antarctic Specially Protected Area, ASPA), prevista nas Medidas Acordadas para a Conservação da Antártica Fauna e Flora (1964 em diante) e no Anexo V do Protoloco para o meio ambiente (2002)
- Área Antártica Especialmente Gerida (Antarctic Specially Managed Area, ASMA), nos termos do Anexo V do Protoloco para o meio ambiente (2002)
- Sítio histórico ou Monumento (Historic Site or Monument, HSM)

Diretrizes para cientistas e outros visitantes têm sido desenvolvidas para proteger essas áreas.